# Barn (álbum)
Barn es el cuadragésimo primer álbum de estudio del músico canadiense Neil Young, publicado por la compañía discográfica Reprise Records el 10 de diciembre de 2021. El álbum es el primer trabajo de Young con el grupo Crazy Horse en dos años, después del lanzamiento de Colorado (2019). Barn fue acompañado de una película homónima publicada en DVD y dirigida por Daryl Hannah con imágenes de la grabación del álbum. 

## Lista de canciones
| N.º   | Título                     | Duración |  |
| 1.    | «Song Of The Seasons»      | 6:04     |  |
| 2.    | «Heading West»             | 3:22     |  |
| 3.    | «Change Ain't Never Gonna» | 2:53     |  |
| 4.    | «Canerican»                | 3:12     |  |
| 5.    | «Shape of You»             | 2:55     |  |
| 6.    | «They Might Be Lost»       | 4:32     |  |
| 7.    | «Human Race»               | 4:14     |  |
| 8.    | «Tumblin' Thru The Years»  | 3:19     |  |
| 9.    | «Welcome Back»             | 8:27     |  |
| 10.   | «Don't Forget Love»        | 3:48     |  |
| 42:47 |                            |          |  |

## Personal
- Neil Young: voz, guitarra, armónica y piano.
- Nils Lofgren: acordeón, piano, guitarras y coros.
- Billy Talbot: bajo y coros.
- Ralph Molina: batería y coros.

## Posición en listas
| País                                | Posición |
| ----------------------------------- | -------- |
| Australia (ARIA)                    | 54       |
| Alemania (Offizielle Top 100)       | 5        |
| Austria (Ö3 Austria)                | 10       |
| Bélgica (Ultratop flamenca)         | 13       |
| Bélgica (Ultratop valona)           | 34       |
| Canadá (Billboard Canadian Albums)  | 51       |
| Dinamarca (Hitlisten)               | 18       |
| Escocia (Scottish Albums Chart)     | 8        |
| Estados Unidos (Billboard 200)      | 66       |
| Estados Unidos (Top Rock Albums)    | 6        |
| España (PROMUSICAE)                 | 37       |
| Finlandia (Suomen Virallinen Lista) | 14       |
| Francia (SNEP)                      | 25       |
| Hungría (MAHASZ)                    | 26       |
| Irlanda (OCC)                       | 26       |
| Italia (FIMI)                       | 33       |
| Noruega (VG-lista)                  | 8        |
| Países Bajos (Album Top 100)        | 9        |
| Portugal (AFP)                      | 38       |
| Suecia (Sverigetopplistan)          | 11       |
| Suiza (Schweizer Hitparade)         | 9        |
| Reino Unido (UK Albums Chart)       | 16       |